# Naturpark Pfälzerwald
Der Naturpark Pfälzerwald war ein deutscher Naturpark und liegt mit seiner Fläche von 179.800 Hektar im Süden von Rheinland-Pfalz, wo er an Frankreich grenzt. 76 % des Naturparks, der das Zentrum der Region Pfalz darstellt, bildet der Pfälzerwald, das möglicherweise größte zusammenhängende Waldgebiet der Bundesrepublik Deutschland. Der Naturpark verfügt über eine eindrucksvolle Landschaft, in der hauptsächlich Buntsandstein-Felsen auffallen. Zusammen mit dem Regionalen Naturpark Nordvogesen (frz. Vosges du Nord), seiner französischen Fortsetzung, bildet er das Biosphärenreservat Pfälzerwald-Nordvogesen.

## Geographie

### Teilgebiete
Aufgrund seiner landschaftlichen Struktur wird der Naturpark Pfälzerwald in drei Gebiete eingeteilt:
- den Nördlichen bzw. Unteren Pfälzerwald, der im Norden durch das Nordpfälzer Bergland begrenzt wird und nach Süden bis etwa an die Autobahn 6 reicht
- den Mittleren Pfälzerwald, der von dort aus bis zur Linie Pirmasens–Landau reicht
- den Südlichen Pfälzerwald, der von der Linie Pirmasens–Landau bis zur französischen Grenze im Süden reicht. Dieser Teil des Naturparks Pfälzerwald wird zusammen mit seiner Fortsetzung auf französischem Boden auch als Wasgau bezeichnet. Rein geographisch betrachtet wird der französische Teil des Wasgaus dabei in Deutschland ebenfalls noch zum Pfälzerwald gezählt, in Frankreich bezeichnet man dieses Gebiet hingegen aus politischen Gründen als „Nordvogesen“.

Hinzu kommt das ehemalige Landschaftsschutzgebiet Deutsche Weinstraße, das sich am Ostrand des Naturparks am Übergang zur Rheinebene erstreckt.

### Kernzonen
Nach der aktuellen Landesverordnung, gültig ab 20. August 2020, sind im Naturpark Pfälzerwald, laut Karte im Anhang, 23 Kernzonen ausgewiesen, die unter besonderem Schutz stehen:
1. Adelsberg bei Ludwigswinkel (etwa 258 ha)
2. Bobenthaler Knopf bei Bobenthal (etwa 333 ha)
3. Eischkopf bei Eußerthal (etwa 58 ha)
4. Enkenbachtal bei Elmstein (etwa 235 ha)
5. Erlenbachtal bei Elmstein (etwa 274 ha)
6. Eulenhald-Ungertal bei Waldleiningen (etwa 19 ha)
7. Großer Berg bei Waldleiningen (etwa 73 ha)
8. Großer Stephansberg bei Eppenbrunn (etwa 181 ha)
9. Haidbrunnen bei Waldleiningen (etwa 4 ha)
10. Hohe Halde bei Eppenbrunn (etwa 65 ha)
11. Humberg bei Kaiserslautern (etwa 85 ha)
12. Hundsberg bei Heltersberg (etwa 147 ha)
13. Karsdell bei Waldleiningen (etwa 92 ha)
14. Lehmberg bei Dahn (etwa 87 ha)
15. Leiterberger Platte bei Waldleiningen (etwa 18 ha)
16. Mittlerer Gleisberg bei Esthal (etwa 37 ha)
17. Mümmelsköpfe bei Eppenbrunn (etwa 111 ha)
18. Neidenfels bei Neidenfels (etwa 130 ha)
19. Quellgebiet der Wieslauter (etwa 2400 ha)
20. Rohrweiher-Rösselsweiher bei Ludwigswinkel (etwa 22 ha)
21. Schnepfenberg bei Ruppertsweiler (etwa 137 ha)
22. Stabenberg bei Neustadt an der Weinstraße (etwa 227 ha)
23. Teufelsleiter bei Frankenstein (etwa 366 ha)

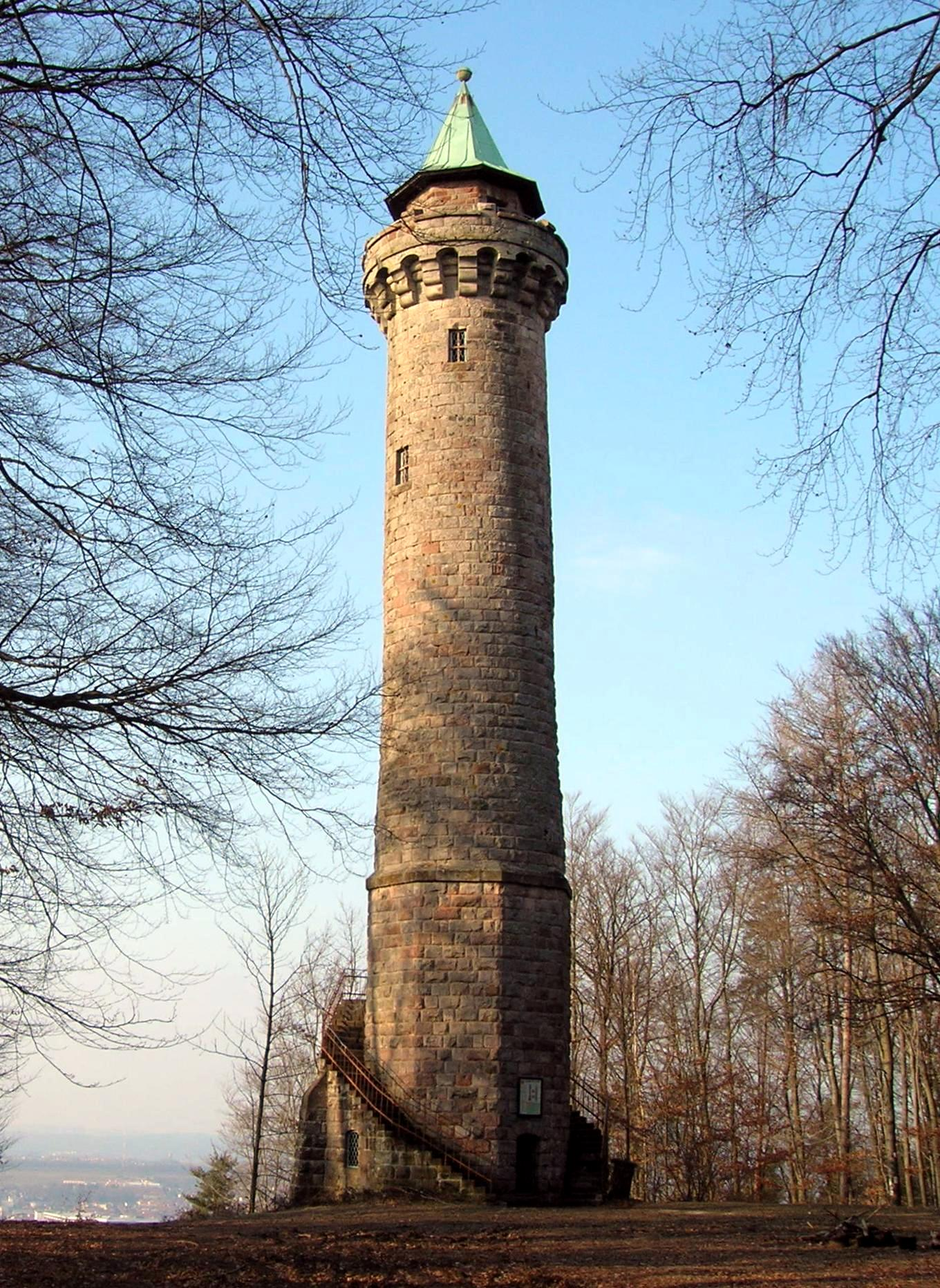
Humbergturm
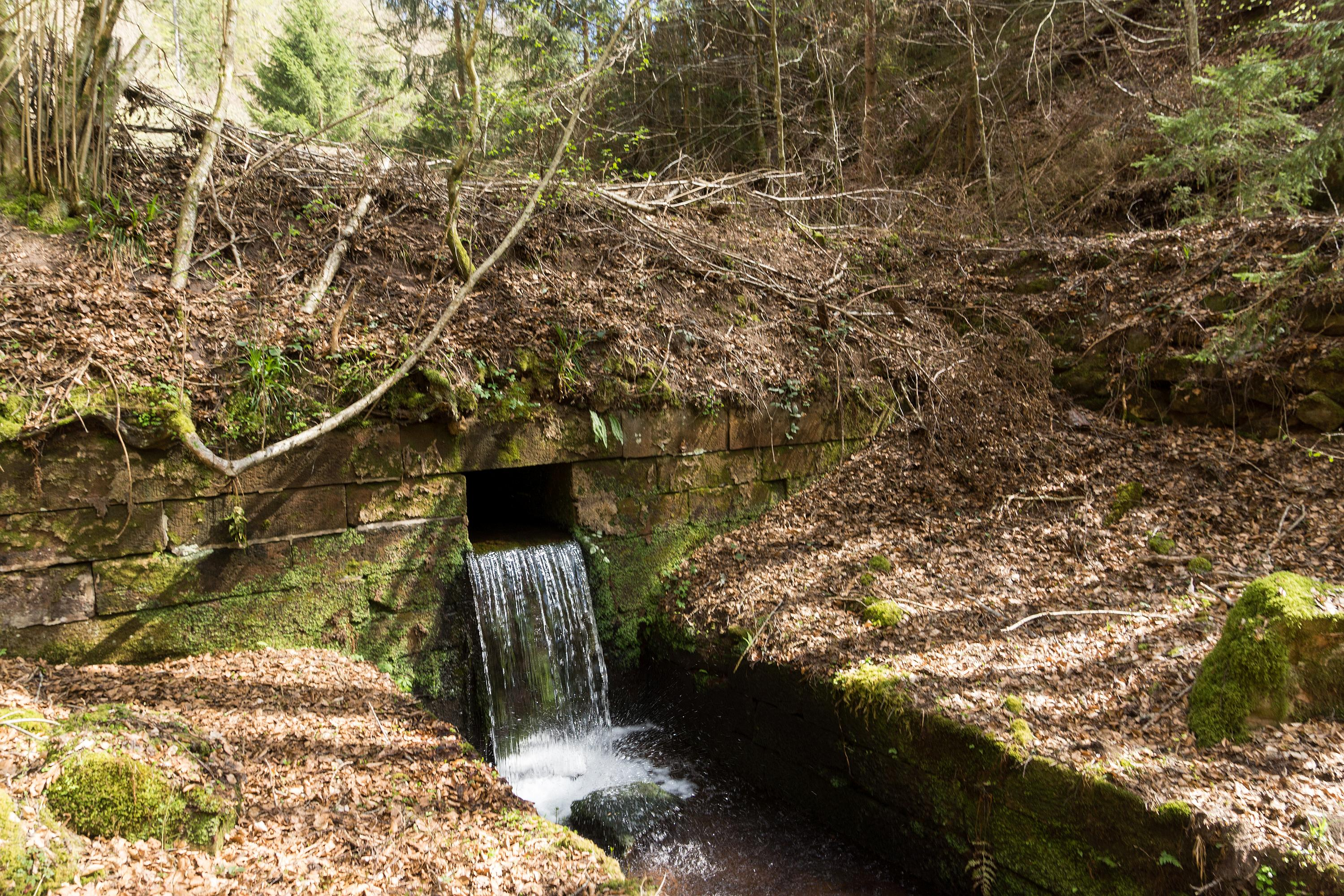
Gambsklause am Wieslauter-Quellfluss Wartenbach
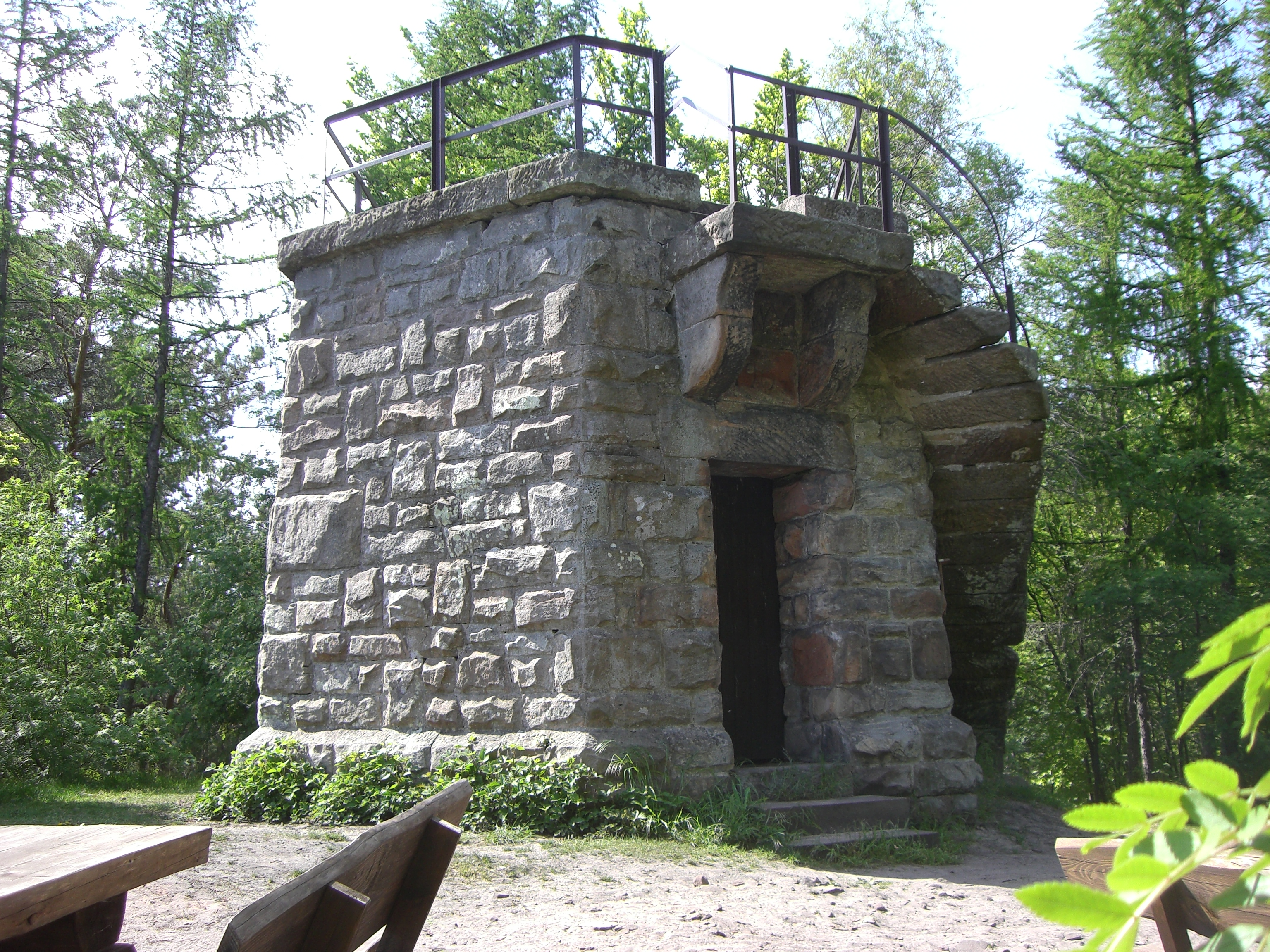
Aussichtswarte auf dem Stabenberg

## Geschichte

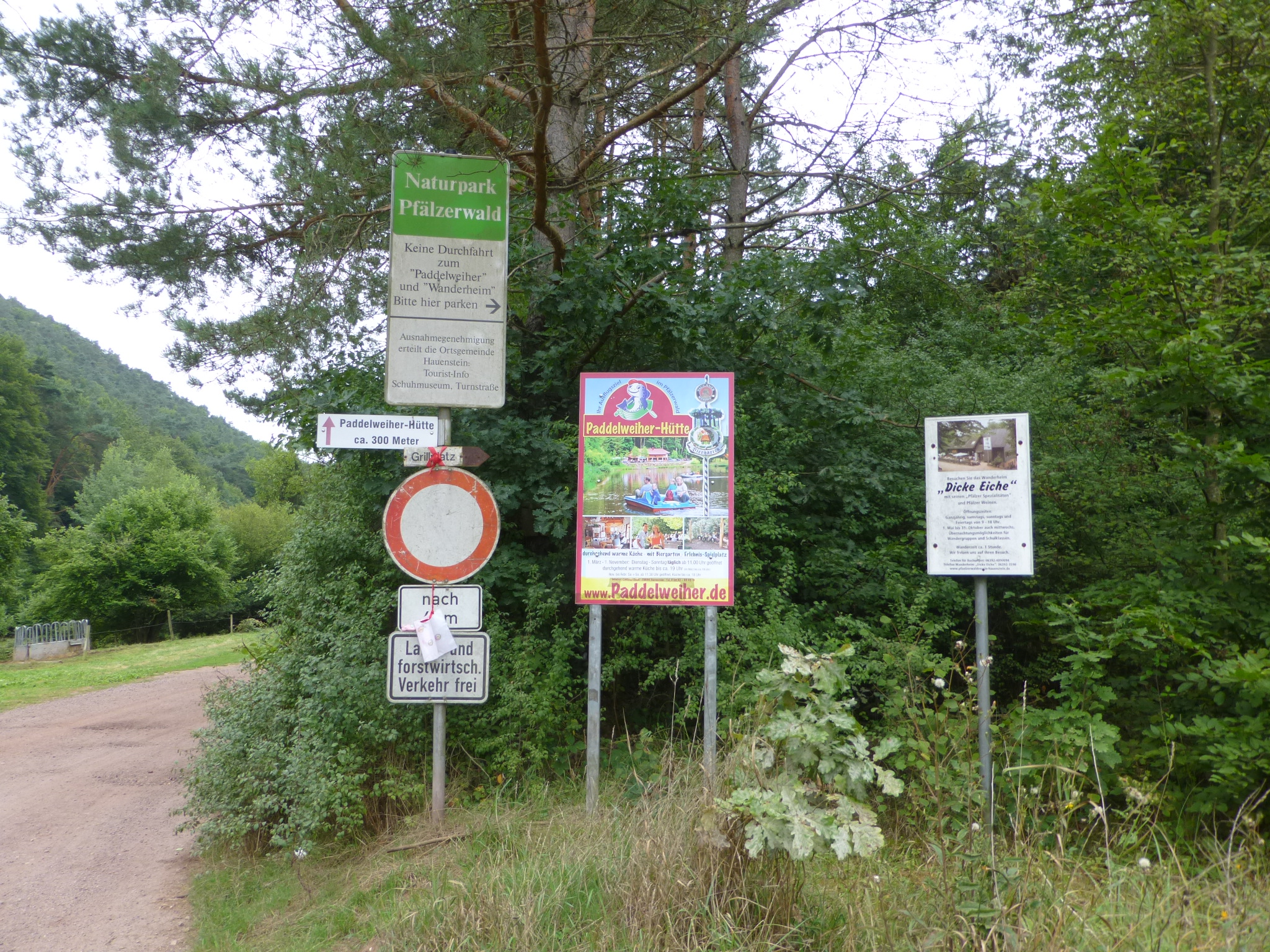
Hinweisschild auf den Naturpark Pfälzerwald bei Hauenstein

1958 wurde der Pfälzerwald unter Einbeziehung der Landschaftsschutzgebiete Pfälzerwald, Deutsche Weinstraße sowie Eistal und Eckbachtal zum Naturpark erklärt und 1967 mit einer Landesverordnung als Landschaftsschutzgebiet Naturpark Pfälzerwald unter Schutz gestellt.
1992 wurde der Naturpark Pfälzerwald als zwölftes deutsches Biosphärenreservat von der UNESCO anerkannt. Seit 1998 bildet er zusammen mit dem französischen Naturpark Nordvogesen das erste grenzübergreifende Biosphärenreservat Pfälzerwald-Nordvogesen (frz. Vosges du Nord-Forêt palatine).

## Trägerschaft
Die Trägerschaft des Naturparks oblag gut drei Jahrzehnte lang dem Trägerverein Naturpark Pfälzerwald e. V., der am 20. Juli 1982 gegründet worden war. Vereinsmitglieder waren die Landkreise und kreisfreien Städte, die am Naturpark flächenmäßig Anteil haben, ferner der Bezirksverband Pfalz sowie verschiedene Wander-, Sportvereine und Umweltverbände. So wurden viele gesellschaftliche Kräfte in die Naturparkarbeit miteinbezogen, um größtmögliche Unabhängigkeit von fachlichen und regionalen Einzelinteressen zu gewährleisten. Ziel des Vereins war es, den Naturpark und das gleichnamige Biosphärenreservat einheitlich zu entwickeln und seine Eigenart und Schönheit sowie seinen überregionalen Erholungswert zu pflegen und zu erhalten.
Der Trägerverein wurde auf Beschluss seiner Mitgliederversammlung vom 4. Dezember 2013 zum Jahresende 2013 aufgelöst, und seine Aufgaben wurden auf den Bezirksverband Pfalz übertragen. In einer Sitzung des Bezirkstags Pfalz auf dem Hambacher Schloss am 20. Dezember 2013 erfolgte die formelle Beschlussfassung zur Übernahme, so dass seit dem 1. Januar 2014 der Bezirksverband Pfalz die alleinige Trägerschaft wahrnimmt. Im Rahmen der organisatorischen Neustrukturierung wurde ein Ausschuss mit 22 Mitgliedern gebildet, der in erster Linie für die vielfältigen Belange des Naturparks verantwortlich ist. Er umfasst neben Repräsentanten politischer Organisationen auch fünf Mitglieder, die bisher dem Naturpark-Vorstand angehörten. Es handelt sich um Vertreter des Pfälzerwald-Vereins (PWV), des Bunds für Umwelt und Naturschutz Deutschland (BUND), des Pollichia-Vereins für Naturforschung und Landespflege, des Vereins der Naturfreunde sowie der Natursportverbände.
Die Geschäftsstelle des Naturparks hat seit 1997 ihren Sitz in Lambrecht.